# Фосачезија
Фосачезија (итал. Fossacesia) је насеље у Италији у округу Кјети, региону Абруцо.
Према процени из 2011. у насељу је живело 3644 становника. Насеље се налази на надморској висини од 150 м.

## Становништво
Према резултатима пописа становништва 2011. у општини је живело 6.217 становника.
| 1931. | 1936. | 1951. | 1961. | 1971. | 1981. | 1991. | 2001. | 2011. |
| ----- | ----- | ----- | ----- | ----- | ----- | ----- | ----- | ----- |
| 5.421 | 5.422 | 5.779 | 4.674 | 4.339 | 4.661 | 4.843 | 5.349 | 6.217 |